# Космос-1976
Космос-1976 је један од преко 2400 совјетских вјештачких сателита лансираних у оквиру програма Космос.
Космос-1976 је лансиран са космодрома Плесецк, СССР, 13. октобра 1988. Ракета-носач Сојуз је поставила сателит у орбиту око планете Земље. Маса сателита при лансирању је износила 6300 килограма. Космос-1976 је био војни сателит за фотографску картографију.